# Tréméven (Finisterra)
Tréméven é uma comuna francesa na região administrativa da Bretanha, no departamento de Finistère. Estende-se por uma área de 15.42 km². Em 2010 a comuna tinha 2 359 habitantes (densidade: 153 hab./km²).